# Gerhard Füßl
Gerhard Füßl (Mondsee, Vöcklabruck, Oberösterreich; 13 de noviembre de 1968) es un trombonista y profesor de música austriaco.

## Carrera
Füßl creció en Oberhofen am Irrsee y se graduó en el BORG Neumarkt am Wallersee. Aprendió a tocar la trompa alto y el trombón con su padre, Franz, quien durante 17 Años (1971-1988) fue maestro de capilla de la banda de música tradicional Oberhofen.
Gerhard Füßl estudió de 1988 a 1994 en la Universidad de Música y Arte Dramático de Viena en trombón con Horst Küblböck y pedgogía instrumental. Durante sus estudios trabajó en diversas Orquestas (Orquesta Sinfónica de Viena, Camerata de Salzburgo, Volksoper entre otras). Hasta 1994, fue miembro del Ensamble de Trombones de Viena; de 1992 a 2000 tocó en el grupo Die Tanzgeiger, donde publicó un fonograma. Desde 1993 es Gerhard Füßl es miembro de Mnozil Brass. También está en álbumes con el Concentus musicus (Missa brevis), con Rudolf Pietsch, la Orquesta Jeunesse de Viena y el Proyecto de la Orquesta Sinfónica de Viena de Christian Kolonovits.
Desde 1995, Füßl enseña en la Escuela de Música del Estado de Alta Austria y en la Escuela de Música de Salzburgo. De 1998 a 2002 fue gerente de la escuela de música Straßwalchen. Füßl recibió una tarea docente en el Mozarteum Salzburg en 2002 para Cross Over / New Folk Music. Es un orador solicitado en los talleres.
Füßl es el director del ensamble Brass & Percussion, una banda de música tradicional de Neumarkt am Wallersee. El 26 de febrero de 2016 ganó el 1er lugar en el concurso nacional PrimaLaMusica en la categoría "Música de cámara en instrumentación abierta III" con derecho a participar en la competencia nacional. El premio podría ser alcanzado.
Füßl vive en Oberhofen, está casado y tiene tres hijos de su primer matrimonio.